# Quiscalus mexicanus
El zanate mexicano (Quiscalus mexicanus), también conocido como chanate o clarinero, es una especie de ave paseriforme de la familia Icteridae que vive en América. Es la más grande de los zanates, pues mide hasta 43 centímetros (los machos) o hasta 33 centímetros (las hembras). A veces se le llama informalmente cuervo, pero en realidad no es pariente de los cuervos verdaderos, los cuales pertenecen a la familia Corvidae. El macho es de color negro iridiscente y tiene la cola larga. Aparece clasificado como preocupación menor (LC) en la lista roja de la Unión Internacional para la Conservación de la Naturaleza (IUCN).

## Descripción
Se observa dimorfismo sexual en esta especie. Los machos miden hasta 43 cm de longitud (con una cola casi tan larga como su cuerpo), pesan 230 g, y son negros con un lustre iridiscente. Las hembras son más pequeñas; miden hasta 33 cm de longitud, pesan 125 g, y son marrones. 
Su canto es una mezcla de sonidos fuertes y estridentes; pueden oírse a varios cientos de metros y con ellos se comunican con otros miembros de su especie. Tienen un sentido de audición muy bueno, ya que pueden oír el canto de otras aves de su especie a varios cientos de metros. Suelen amedrentar a especies más pequeñas y defienden sus nidos agresivamente, emitiendo un chasquido de alarma que pone en alerta a los demás. El macho tiene un singular canto para conquistar a la hembra: es estridente y va acompañado por un baile frente a la hembra abriendo sus alas y saltando. 
Es muy exitoso e inteligente, tiene gran capacidad para deducir, interpretar y predecir situaciones sencillas para su supervivencia. Por ejemplo, si se le lanza un objeto, intentará evitarlo antes de que sea lanzado, resuelve con eficacia problemas simples, y es capaz de abrir bolsas y cajas de cartón en busca de comida; suele buscar un sitio seguro para alimentarse y descansar. 
No son muy buenos voladores, por lo que pasan mucho tiempo posados o caminando; solo vuelan distancias cortas, prefieren no alejarse mucho de su refugio. Acostumbran construir sus nidos en árboles grandes, tienen un sentido de la orientación excelente, pueden crear mapas mentales y reconocer lugares rápidamente. También tienen muy buena memoria, reconocen rostros y formas y pueden diferenciar a posibles depredadores fácilmente. Tienen una vista bastante desarrollada, que les ayuda a detectar pequeños insectos desde unos 20 o 30 metros. Juzgan muy bien las distancias y detectan el más mínimo movimiento en su campo visual, el cual es muy amplio. En ocasiones suele verse al macho lanzarse en picada sobre alguna persona que ose caminar en su territorio. 
Es un ave diurna estricta: al amanecer sale del árbol que elige como refugio en busca de alimento; sin embargo, nunca se aleja mucho, y puede regresar fácilmente al refugio; al atardecer, en los últimos minutos de luz diurna, regresa al refugio, donde permanece durmiendo toda la noche hasta el amanecer siguiente. Es un ave omnívora: puede comer casi cualquier cosa, desde insectos, pequeños roedores, pequeños reptiles, frutas, hasta restos de comida humana o alimentos para mascotas. 
Suele considerarse que se trata de una especie sinantrópica; tiene gran capacidad de adaptación a entornos urbanos, convive estrechamente con la especie humana y con otras especies de aves, como Zenaida asiatica, Crotophaga sulcirostris, Columbina talpacoti y aves de corral. En cambio, evita interactuar con aves cazadoras, perros y gatos, a los cuales considera depredadores. Tiene un comportamiento territorial, defiende su territorio o su alimento de otras aves, ya sean de otra o de su misma especie. Suele beber mientras se sumerge en el agua para refrescar su cuerpo, y es capaz de volar bajo la lluvia y en contra del viento intenso. 
No es un ave dócil, por lo que su captura es difícil y su domesticación lo es aun más, y rara vez se le observa como mascota o en cautiverio. Es un ave social, forma grupos de entre 80 y 300 miembros, que se organizan a su vez en grupos más reducidos, de 15 a 20, para salir por alimento. Dentro de su grupo existen machos alfa que mantienen el grupo bajo su control, defienden el territorio y guían a los otros miembros para la búsqueda de alimento. Las peleas entre machos son comunes, ya que los de menor rango desafían al macho alfa intentando desplazarlo de su puesto. No es un ave migratoria y suele vivir por mucho tiempo, en ocasiones toda su vida, en un mismo territorio.[cita requerida]

## Nombres comunes
En México también se le llama "tordo" o "chanate", "picho" (en Veracruz), "urraca" (Puebla, Nuevo León y Guanajuato), "kau", "kauyz", "x’kau" o "pich" (Yucatán, en idioma maya), "corneta" (Jalisco), "ticú" (Chihuahua) y "cutuy" (Zacatecas).
En Guatemala, El Salvador, Honduras (Mesoamérica en general)se les dice Zanate o Sanate (indeterminado del género) y a los machos, más grandes y de un color más oscuro y lustroso le dicen Clarineros.
En la costa norte de Colombia, a esta ave se le llama La María Mulata, y en otros lados del Caribe, "cocinera" o “chango”.[cita requerida]
En Panamá se le conoce como "talingo", especialmente en la ciudad capital, ya que en el resto del país se le conoce como "chango" o "changamé".[cita requerida]
En Venezuela se encuentra sólo en el extremo noroccidental del país, donde se le conoce con el nombre de "galandra", probablemente una deformación del nombre "calandria".[cita requerida]
En El Salvador se les llega a decir "pollos negros" o "pijarito de la buena suerte", pero es mucho más común nombrarles como en Guatemala: "clarinero" al macho y "zanate" a la hembra.[cita requerida]
En Ecuador es conocido como "Negro Fino"
Al compartir similitudes morfológicas con otras aves, se confunde fácilmente a esta especie con otras.[cita requerida]

## Distribución
Se distribuye desde los Estados Unidos en el norte hasta el oeste de Ecuador y noroeste del Perú en el sur. En la actualidad se puede encontrar colonizando los llanos de Colombia y Venezuela, donde se encuentra en zonas rurales en bandadas de tamaño medio. Es común dentro de estas regiones e incluso está aumentando su distribución. Su hábitat suele ser las áreas agrícolas y las afueras, donde se alimenta de frutas, semillas e invertebrados.[cita requerida]

## Subespecies
Se reconocen ocho subespecies:

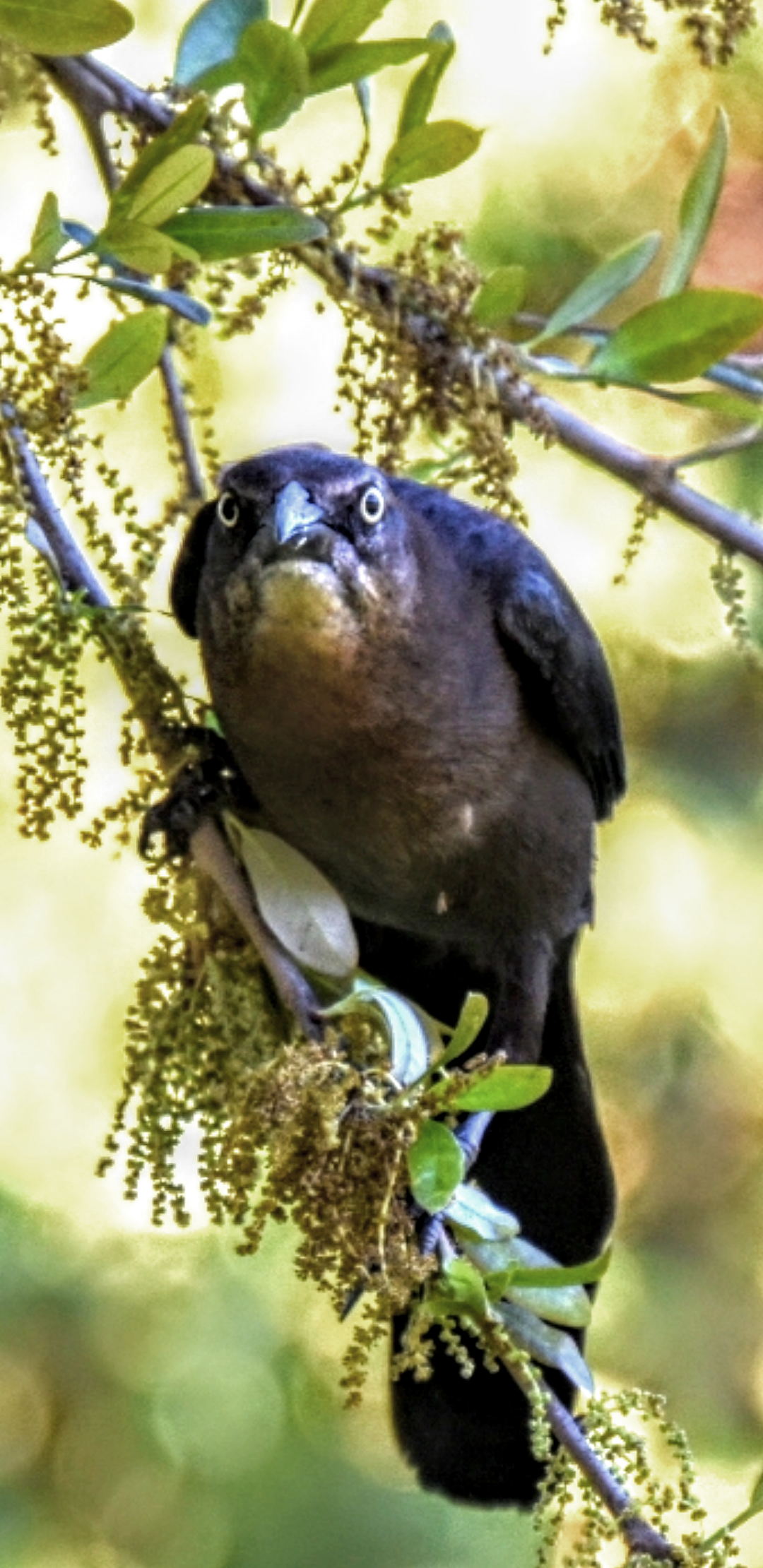
Quiscalus mexicanus

- Quiscalus mexicanus graysoni (P. L. Sclater, 1884)
- Quiscalus mexicanus loweryi (Dickerman & A. R. Phillips, 1966)
- Quiscalus mexicanus mexicanus (Gmelin, 1788)
- Quiscalus mexicanus monsoni (A. R. Phillips, 1950)
- Quiscalus mexicanus nelsoni (Ridgway, 1901)
- Quiscalus mexicanus obscurus (Nelson, 1900)
- Quiscalus mexicanus peruvianus (Swainson, 1838)
- Quiscalus mexicanus prosopidicola (Lowery, 1938)

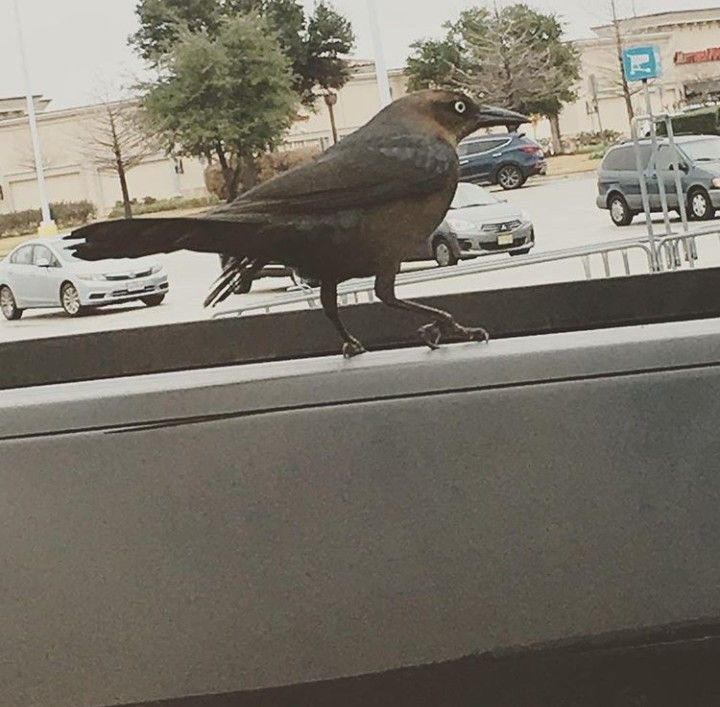
Quiscalus mexicanus, en la Ciudad de México.